# Rafani

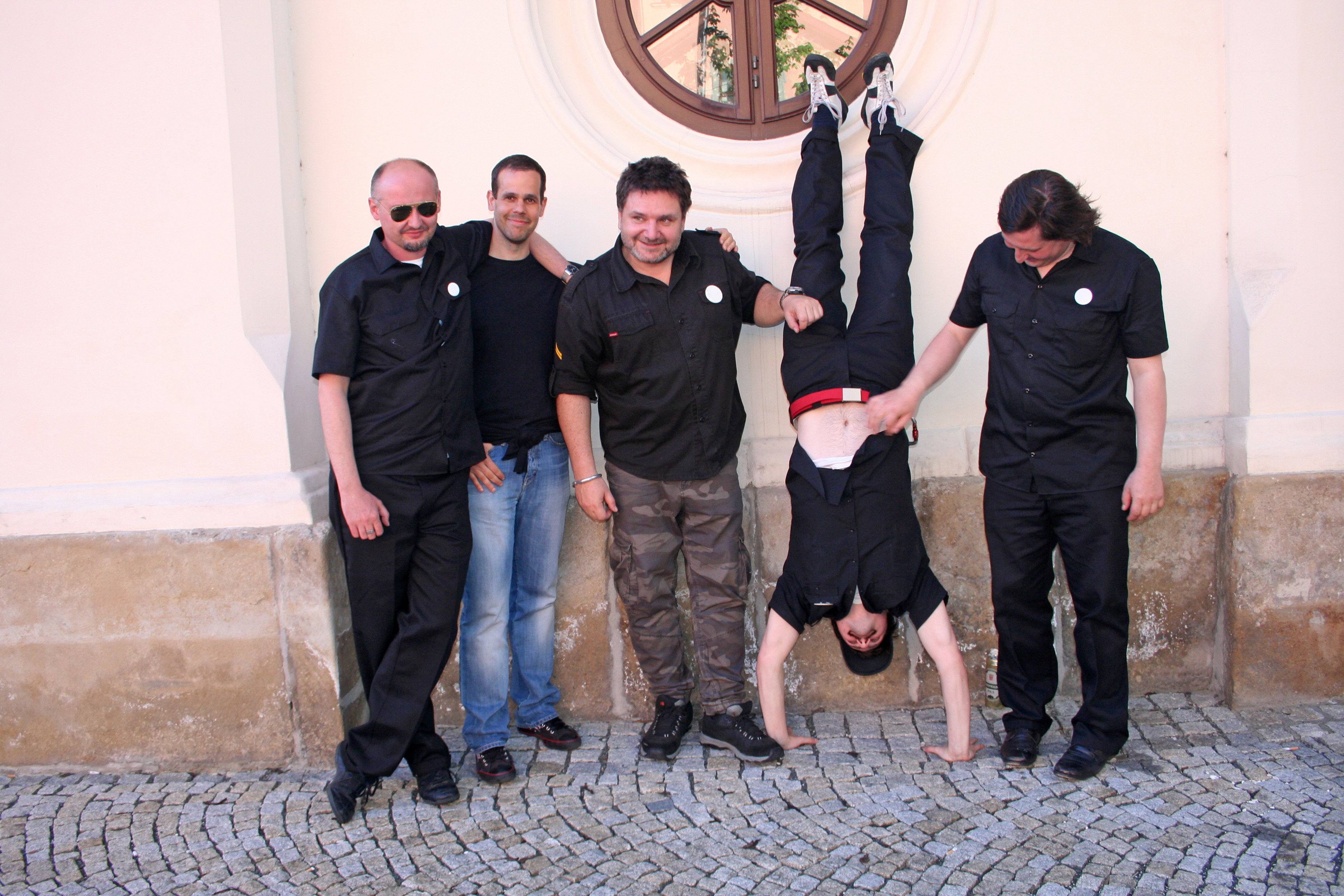
Federico Díaz, Rafani, Leszek Wojaczek (2011)

Rafani je umělecká skupina, která byla založena roku 2000 v Praze.
Ve skupině se vystřídali následující lidé: Luděk Rathouský, Radim Kořínek, Petr Motejzík, Marek Meduna, Jiří Franta, Petra Čiklová, Ondřej Brody, Viktor Frešo, Václav Magid, David Kořínek, Marek Matějka, Zuzana Blochová. Tvorba skupiny se vyznačuje kolektivním přístupem a angažovaností, ve smyslu zájmu o věci obecné. Rafani mimo jiné uskutečnili tyto akce: Láska, Sudety, Demonstrace demokracie, Český les, Příčina, Plán, Boj, Bianco, Naplnění veřejného prostoru a jiné. Od roku 2007 do roku 2011 nepoužívali ve veřejných prezentacích psaný text, tudíž názvy výstav a akcí z tohoto období nejsou známy. V roce 2011 debutovali celovečerním dokumentárním filmem 31 konců / 31 začátků. Z novějších počinů lze uvést například výstavu Dech v Domě umění v Brně nebo výstavu O równości v BWA Awangarda ve Wrocławi.